# Айгюн (фильм, 1960)
Айгюн (азерб. Aygün) — советский мелодраматический фильм 1960 года производства киностудии Азербайджанфильм, экранизация одноимённой поэмы Самеда Вургуна.

## Сюжет
Айгюн и Амирхан были красивой влюблённой парой. Амирхан пристрастился к алкоголизму, этот шаг разрушил крепкую семью, что стало причиной страдания и вдруг Амирхан бросил пить и у него появился шанс на воссоединение с семьёй.

## Создатели фильма

### В ролях
Наджиба Меликова - Айгюн
Гасанага Салаев - Амирхан
Рена Топчубашова - Улькер
Сурая Гасымова - Шафига
Гюндуз Аббасов - Эльяр
Фатех Фатуллаев - директор совхоза
Рза Афганлы - учитель
Софа Баширзаде - учительница
Мамед Садигов - почтальон
Башир Сафароглу - работник колхоза
М. Кафказлы
Гамлет Гурбанов - гость (в титрах не указан)
Осман Хегги - друг Амирхана (в титрах не указан)
Гаджимурад Егизаров - гость (в титрах не указан)
Лейла Рзаева - гостья (в титрах не указана)

#### Роли дублировали (в титрах не указаны)
Окума Гурбанова - Айгюн (Наджиба Меликова)
Лейла Бадирбейли - учительница (Софа Баширзаде)
Азизага Гасымов - работник колхоза (Башир Сафароглу)
Софа Баширзаде - Шафига (Сурая Гасымова)
Садых Гусейнов - учитель (Рза Афганлы)

### Административная группа
оригинальный текст: Самед Вургун
автор сценария и режиссёр-постановщик: Камиль Рустамбеков
оператор: Алигусейн Гусейнов
художник: Фаиг Ахмедов
композитор: Закир Багиров
звукооператор: Агахусейн Керимов
режиссёр монтажа: В. Миронова
ассистенты режиссёра: Г. Гасанов (присутствует в титрах), Т. Бабазаде (в титрах не указан)
ассистент оператора: И. Хоштария
редакторы: Осман Сариваллы, Анвар Алибейли
оркестры и хоры: Хор Азербайджанского телевидения и радио, Симфонический оркестр Азербайджанского государственного академического театра оперы и балета имени Мирзы Фатали Ахундова
дирижёр: Чингиз Гаджибеков
директор фильма: Х. Салимов
текст от автора: Али Зейналов
в фильме поют: Шовкет Алекперова, Мирза Бабаев (в титрах не указаны)

## Интересные факты
- В фильм были включены архивные кадры из жизни поэта Самеда Вургуна.
- Фильм вышел на экраны 3 января 1961 года.